# 恩里克·菲格罗拉
恩里克·菲格罗拉·卡穆埃（西班牙語：Enrique Figuerola Camue，1938年7月15日—），古巴前男子田徑運動員。在1964年夏季奧林匹克運動會男子100公尺決賽中，他以10.25秒（W：+1.0）的佳績獲得銀牌。

## 外部連結
- 恩里克·菲格罗拉在国际奥林匹克委员会的资料
- 恩里克·菲格罗拉在Sports Reference